# Wejherowo (gromada)
Wejherowo (do 31 XII 1961 Nowy Dwór Wejherowski) – dawna gromada, czyli najmniejsza jednostka podziału terytorialnego Polskiej Rzeczypospolitej Ludowej w latach 1954–1972.
Gromady, z gromadzkimi radami narodowymi (GRN) jako organami władzy najniższego stopnia na wsi, funkcjonowały od reformy reorganizującej administrację wiejską przeprowadzonej jesienią 1954 do momentu ich zniesienia z dniem 1 stycznia 1973, tym samym wypierając organizację gminną w latach 1954–1972.
Gromadę Wejherowo z siedzibą GRN w mieście Wejherowie (nie wchodzącym w jej skład) utworzono 1 stycznia 1962 w powiecie wejherowskim w woj. gdańskim w związku z przeniesieniem siedziby gromady Nowy Dwór Wejherowski z Nowego Dworu Wejherowskiego do Wejherowa i przemianowaniem jednostki na Wejherowo; równocześnie do nowo utworzonej gromady Wejherowo włączono miejscowości Sopieszyno, Borowo, Wygoda, Biała, Ustrabowo, Gowino, Ustrabowski Młyn, Gowinko i Pętkowice z gromady Gościcino z siedzibą w Bolszewie w tymże powiecie.
31 lipca 1968 do gromady Wejherowo włączono obszar Państwowego Gospodarstwa Rolnego Kąpino z gromady Gościcino z siedzibą w Bolszewie w tymże powiecie.
Gromada przetrwała do końca 1972 roku, czyli do kolejnej reformy gminnej. 1 stycznia 1973 w powiecie wejherowskim reaktywowano zniesioną w 1954 roku gminę Wejherowo.